# Девня (река)
 Тази статия е за реката.  За квартал Река Девня в град Девня вижте Девня.  
Вижте пояснителната страница за други значения на Девня.
Девня, в древността Потамос, е река в Североизточна България, област Варна – общини Суворово и Девня, ляв приток на Провадийска река. Дължината ѝ е 27 км.
Река Девня води началото си от няколко карстови извора, разположени северно и североизточно от град Суворово. За начало на реката се приема изворът с чешма, наречен Мезенска чешма, на 314 м н.м.р., на 2 км северно от града. Тече на юг в широка долина. До неотдавна реката се влива в Белославското езеро. При изграждането на Девненския промишлен комплекс обаче краят на руслото на р. Девня е отклонен от езерото и пренасочен, като тя вече се влива при гр. Девня в Провадийска река, на 3 м н.м.р., на около 2 км преди нейното вливане в Белославското езеро.
Оттокът на реката се формира от началните и от множество карстови извори по течението, като почти не зависи от сезоните. В едноименния град Девня има поверие, че реката води началото си именно от прочутите минерални извори край него. Всъщност реката тече в последните си 10 километра през града – навлиза от север в квартал Река Девня и тече на юг, протича на югоизток край промишлената зона, завива на юг и преминава край влажните зони, тече на изток (вече в Община Белослав) и се влива в Провадийска река на 2 км преди устието ѝ към езерото.
Площта на водосборния басейн на река Девня е 201 км², което представлява 9,4 % от водосборния басейн на Провадийска река. До 1960 г. средният годишен отток при гр. Девня е над 3 м³/сек. Поради каптирането на много от изворите и използването на водите на изворите и на реката за нуждите на Девненския промишлен комплекс и град Варна оттокът ѝ спада до 0,5 м³/сек.
По течението на реката са разположени 2 града и село:
- Община Суворово — Суворово, Чернево;
- Община Девня — Девня.

Водите на реката се използват за промишлени нужди и за напояване. Лечебните минерални извори край Девня често са посещавани, още от древността, особено така нареченият Вълшебен извор.

## Топографска карта
- Лист от карта K-35-20. Мащаб: 1 : 100 000.
- Лист от карта K-35-32. Мащаб: 1 : 100 000.